# Isola di Abbatoggia
L'isola di Abbatoggia è un isolotto del mar Tirreno situato in prossimità dell'isola di La Maddalena - a cui appartiene amministrativamente - nella Sardegna nord-orientale.

Si trova all'interno del parco nazionale dell'Arcipelago di La Maddalena.